# Lesiëm
Lesiëm — немецкий музыкальный проект, основанный продюсерами Свеном Майзелем (Sven Meisel) и Алексом Венде (Alex Wende). В музыке Lesiëm преобладают католические церковные мотивы, а также молитвы на латинском языке, исполняемые в форме григорианского пения, в соединении с new age музыкой. В записях альбомов проекта принимали участие хор «Carl Maria Von Weber» и Хор Немецкой оперы (Берлин). Сингл «Caritas» записан в сотрудничестве с известной поп-певицей Мэгги Райлли (Maggie Reilly).

## Дискография

### Альбомы
- Mystic, Spirit, Voices, Monopol Records, 2000 (в США: Mystic. Spirit. Voices; Intentcity Records, 2002)
- Chapter 2, Monopol Records, Koch, 2001 (в США: Illumination; Intentcity Records. 2003)
- Times, Monopol Records, Epic/Sony, 2003 (в США: Auracle; Intentcity Records, 2004)

### Синглы
- Fundamentum, (Monopol Records, 2000)
- Indalo, (Monopol Records, 2000)
- Liberta, (2000)
- Africa, (Monopol Records, 2000)
- Caritas, (Epic/Sony, 2002)

### Аудиокниги
- Der steinige Weg (Monopol Records, 2005)